# Deblois
Deblois és una població dels Estats Units a l'estat de Maine (EUA). Segons el cens del 2000 tenia 49 habitants, 20 habitatges, i 15 famílies. La densitat de població era de 0,6 habitants per km².